# Lippia lopezii
Lippia lopezii là một loài thực vật có hoa trong họ Cỏ roi ngựa. Loài này được Harold Norman Moldenke mô tả khoa học đầu tiên năm 1963.